# Мечеть Мухаммадсалим
Мечеть Мухаммадсалим (баш. Мөхәмәтсәлим мәсете) ― мечеть в городе Стерлитамак, Республика Башкортостан. Находится на западной окраине города по адресу ул. Караная Муратова, дом 13.

## Описание
Строительство было начато в 2012 году, открытие мечети состоялось 19 августа 2023 года.
Здание мечети площадью 610 м² состоит из двух залов и балкона. Входы в мужской и женский залы расположены с улицы. Общая вместимость – 500-700 человек.
На территории комплекса также находятся медресе, гостиница, кафе, магазин халяльной продукции местных предпринимателей, проводятся массовые мероприятия – сабантуй, исламские праздники. 